# François Laurent Lamandé
Pour les articles homonymes, voir Lamande.
François Laurent Lamandé, chevalier de Vaubernier, né à Dinan le 15 avril 1735, mort à La Flèche le 15 mai 1819 est un ingénieur et architecte français spécialiste des ouvrages d'art.

## Biographie

### Pionnier des travaux publics modernes
François Laurent Lamandé est né à Dinan dans une famille relativement aisée qui ne peut cependant lui apporter tout l’appui qu’il aurait été en droit d’en obtenir, sachant qu’il est le benjamin d’une fratrie de près de vingt enfants et que son héritage fut réduit en conséquence.
Tôt orphelin, il est envoyé à Paris au Collège d'Harcourt pour y faire ses études. Très intéressé par les sciences, il a alors comme professeur l’abbé Lacaille et pour camarades d’études Bernardin de St Pierre et le futur maire de Paris Bailly.
Recommandé par sa famille à Charles Duclos, membre de l’Académie française, né à Dinan comme lui, il entre dans divers cercles savants de la capitale, où il rencontre Buffon, d’Alembert, et surtout les architectes Soufflot et Perronet. Ce dernier, ingénieur du roi, devient son ami et son protecteur. C'est lui qui pousse Lamandé à entrer à la nouvelle École des Travaux Publics qu’il a créée avec Trudaine en 1747.
Admis en 1755, à 20 ans, il s’y distingue par ses succès au point d’être sollicité pour y enseigner. En 1758, entré dans le corps royal des ponts et chaussées, il est alors envoyé à Tours pour participer à la construction de plusieurs routes dans la province et surtout aux travaux de franchissement de la Loire.

### Spécialiste des ouvrages d'art
Les travaux hydrauliques qu’il a assurés dans la vallée ligérienne le spécialisent peu à peu dans ce domaine. Il est en 1765 appelé aux Sables d’Olonne pour y améliorer les infrastructures portuaires, assez défectueuses faute d’adaptation des aménagements aux mouvements variables des courants et des marées. Il comprend le premier l’intérêt de bloquer les courants alluvionnaires par une digue en maçonnerie qui contrecarre dès lors l’ensablement du chenal portuaire. Ce projet, bien conçu et rapidement exécuté, marque les esprits, ainsi que le rappelle Bernardin de St Pierre dans une de ses œuvres.
Durant son séjour en Bas-Poitou, où il reste près de dix ans, Lamandé épouse en septembre 1773 Gabrielle Angélique Jacobsen (1747-1831), fille d’un riche propriétaire d’origine flamande, Cornil Guislain Jacobsen, établi à Noirmoutier dont la fortune s'est constituée par l'assèchement et la mise en valeur des terres gagnées sur la mer.
En 1779, Lamandé est nommé ingénieur en chef à Paris, étape importante dans une carrière dans le corps des ponts et chaussées car on y éprouvait – sous le regard attentif des administrateurs – les meilleurs ingénieurs pour les envoyer ensuite dans les différentes provinces du royaume pour y réaliser les plus importants ouvrages.
Ainsi, en 1780, Lamandé est nommé à Montauban. Puis, trois ans plus tard, à Rouen, lieu stratégique à cette époque à cause des nombreux travaux exécutés sur la côte normande. À ce poste, de 1783 à 1796, sans interruption, l’ingénieur est chargé de travaux multiples qui conservent encore sa marque : Rouen, Dieppe, Fécamp, Saint Valéry, Honfleur. Plus encore, c’est au Havre qu’il montre toute l’étendue de ses talents. Assez peu fonctionnels, les aménagements du port sont à reprendre complètement pour les rendre les plus sûrs et plus vastes. Lamandé prévoit l’extension de la ville vers le Nord, le creusement des bassins du Commerce et de la Barre, la démolition partielle de la citadelle. Au-delà, il organise la nouvelle ville à partir de 1787. Le « Plan Lamandé » a ensuite guidé tous les travaux qui vont suivre, notamment ceux qu'assure son fils Corneille Lamandé.

### Ingénieur reconnu parmi ses pairs
À Rouen, beaucoup de ses projets bloqués par la Révolution ont cependant été suivis dans leurs grandes lignes par ses successeurs (pont Corneille sur la Seine, canaux de circulation autour du fleuve, etc.) Très apprécié des Rouennais - il est un membre éminent de l'académie des sciences de Rouen - il quitte la Normandie en 1796 pour rejoindre à Paris le conseil général des ponts et chaussées. Il assure ces fonctions durant près de 20 ans, accompagnant avec une énergie notable un développement de la science des ingénieurs qui reste un trait majeur du début du XIXe siècle français.
Lamandé prend sa retraite en 1815, au début d'une Restauration qui salue ses services et surtout le couvre d'honneurs en l'anoblissant un an plus tard, confirmant d'une promesse faite à l'ingénieur peu de temps avant la Révolution et que les évènements avaient empêché de se réaliser. C'est alors qu'il ajoute à son patronyme une particule que reprendra son fils après lui, Corneille Mandé de Lamandé, inspecteur général des ponts et chaussées.
François Laurent Lamandé meurt en 1819 dans son château de Doussay près de La Flèche qu'il avait acquis à la fin de l'Ancien Régime.

## Distinctions
- Officier de la Légion d'honneur (5 août 1814)

## Divers
En 1864, la rue Lamandé du quartier des Batignolles à Paris prend son nom en hommage.